# Alma (Nouveau-Brunswick)
Cet article concerne le village canadien. Pour la paroisse civile et le district de services locaux du même nom, voir Paroisse d'Alma. Pour les autres significations, voir Alma.
Almaest un ancien village du Nouveau-Brunswick, au Canada. Il fait partie du village de Fundy Albert depuis la réforme de la gouvernance locale du 1er janvier 2023.

## Toponyme

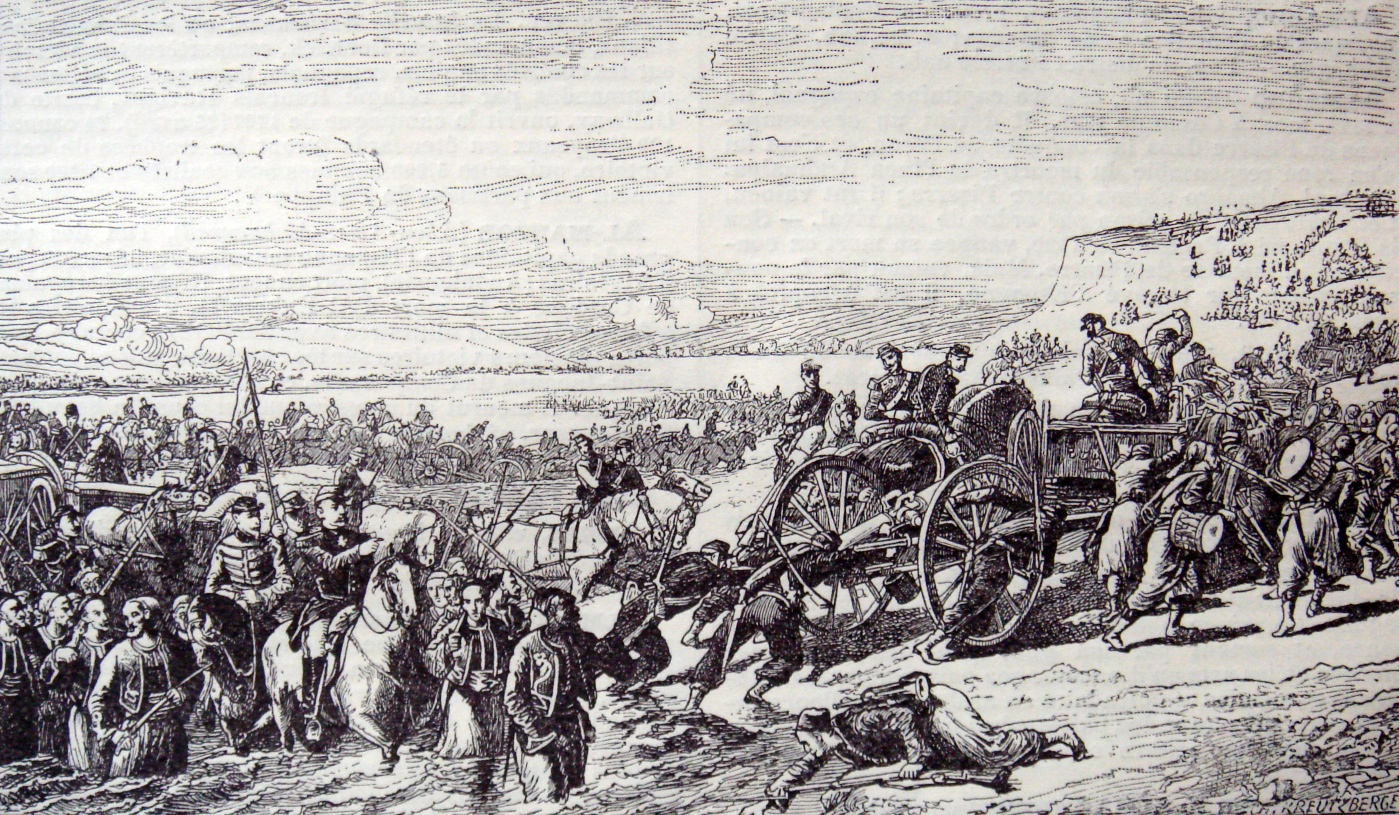
Troupes françaises à la bataille de l'Alma

Le village s'appelait à l'origine Salmon River (« Rivière-au-Saumon »). Le nom fut changé en 1855, lors de la création de la paroisse d'Alma pour commémorer la victoire britannique et française à la bataille de l'Alma en 1854. Une personne dont l'identité est inconnue choisit ce nom en particulier puisque les collines Calédoniennes lui faisaaient penser aux montagnes de Crimée.

## Géographie

### Situation

Le village d'Alma à l'est du parc national de Fundy

Le village est bordé à l'ouest et au nord par le parc national de Fundy (et le DSL d'Alma), au sud par la baie de Fundy et à l'est par le DSL d'Harvey.

### Transport
Alma est situé à l'intersection de la route 915 avec la route 114. Cette dernière rejoint Moncton et Sussex.

### Logement
Le village comptait 213 logements privés en 2006, dont 135 occupés par des résidents habituels. Parmi ces logements, 88,9 % sont individuels et 11,1 % des logements entrent dans la catégorie autres, tels que les maisons-mobiles. 85,2 % des logements sont possédés alors que 14,8 % sont loués. 77,8 % ont été construits avant 1986 et 0,0 % ont besoin de réparations majeures. Les logements comptent en moyenne 7,8 pièces et 0,0 % des logements comptent plus d'une personne habitant par pièce. Les logements possédés ont une valeur moyenne de 87 694 $, comparativement à 119 549 $ pour la province.

### Morphologie urbaine
Le village comprend Alma à proprement parler ainsi que les hameaux de Hebron et de Sinclair Hill, à l'est. Il y a également des habitations au lac Livingstone et au lac Square. Teahans Corner, à l'extrémité nord, est en partie situé dans le territoire mais les résidences sont toutes dans la paroisse d'Alma.

## Histoire
Alma est situé dans le territoire historique des Micmacs, plus précisément dans le district de Sigenigteoag, qui comprend l'actuel côte Est du Nouveau-Brunswick, jusqu'à la baie de Fundy. La pointe Martins, davantage à l'ouest, fait office de frontière avec le territoire historique des Malécites, donnant lieu à de fréquents combats entre les deux peuples dans les environs. Les deux peuples laissent toutefois peu de traces dans la région. Ils considèrent comme hasardeuse la navigation sur la côte et préfèrent utiliser le réseau de portage intérieur, beaucoup plus aisé, reliant la rivière Petitcodiac au fleuve Saint-Jean.
Alma est fondé en 1810 par des colons néo-écossais. Hebron, désormais un quartier d'Alma, est fondé en 1832 au Nord-Est du village. La même année, Daniel Sinclair et Andrew Sinclair s'établissent au hameau portant désormais le nom de Sinclair Hill. Le bureau de poste d'Alma est inauguré en 1843. Celui d'Hebron ouvre ses portes en 1867 et celui de Sinclair Hill en 1890. Le bureau de poste de Sinclair Hill ferme toutefois ses portes en 1898. En 1904, Alma compte une gare, cinq magasins, trois hôtels, trois scieries et deux églises. Le parc national de Fundy est créé à l'ouest du village en 1948. Le bureau de poste d'Hebron est fermé la même année.
Alma est constitué en municipalité le 9 novembre 1966. Le conseiller Vernon S. Woolsey est élu par acclamation lors d'une élection partielle tenue le 11 mai 2009. Il démissionne ensuite pour présenter sa candidature à l'élection générale néo-brunswickoise de 2010. Le conseiller Ryan H. Butland est élu par acclamation lors d'une élection partielle tenue le 9 mai 2011. Lors de l'élection du 14 mai 2012, tous les conseils sont élus par acclamation, et le maire sortant, Hilyard Rossiter, perd face à Herta Kirstin Shortt.

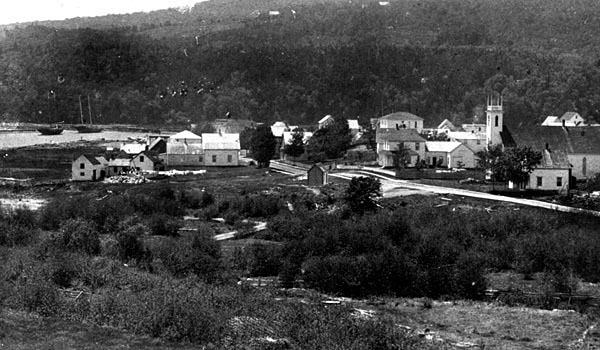
Alma en 1926.
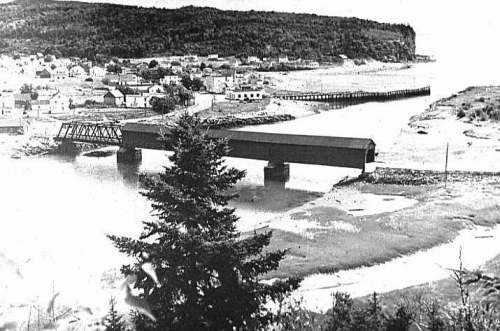
Alma vers 1930.
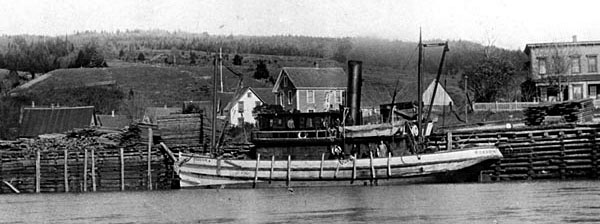
Bateaux à quai vers 1930.

## Démographie
(juillet 2016).
Le village comptait 301 habitants en 2006, soit une hausse de 3,8 % en 5 ans. Il y avait alors en tout 135 ménages dont 90 familles. Les ménages comptaient en moyenne 2,2 personnes tandis que les familles comptaient en moyenne 2,6 personnes. Les ménages étaient composés de couples avec enfants dans 29,6 % des cas, de couples sans enfants dans 25,6 % des cas et de personnes seules dans 29,6 % des cas alors que 14,8 % des ménages entraient dans la catégorie autres (familles monoparentales, colocataires, etc.). 88,9 % des familles comptaient un couple marié, 11,1 % comptaient un couple en union libre et aucune était monoparentale. L'âge médian était de 46,4 ans, comparativement à 41,5 ans pour la province. 88,3 % de la population était âgée de plus de 15 ans, comparativement à 83,8 % pour la province. Les femmes représentaient 50,0 % de la population, comparativement à 51,3 % pour la province. Chez les plus de 15 ans, 28,3 % étaient célibataires, 56,6 % étaient mariés, 3,8 % étaient séparés, 5,7 % étaient divorcés et 5,7 % étaient veufs. De plus, 7,5 % vivaient en union libre. Au regard de la population, Alma se classe au 248e rang de la province.
| 1904 | 1981 | 1986 | 1991 | 1996 | 2001 | 2006 | 2011 |
| ---- | ---- | ---- | ---- | ---- | ---- | ---- | ---- |
| 350  | 329  | 310  | 308  | 312  | 290  | 301  | 232  |

| 2016 | - | - | - | - | - | - | - |
| ---- | - | - | - | - | - | - | - |
| 213  | - | - | - | - | - | - | - |

## Économie
Entreprise Fundy, membre du Réseau Entreprise, a la responsabilité du développement économique.
L'activité économique repose principalement sur un petit port de pêcheurs et sur le tourisme lié au parc national de Fundy.

## Administration

### Conseil municipal
Le conseil municipal est formé d'un maire et de quatre conseillers. Un poste de conseiller n'est pas comblé à l'élection générale du 14 mai 2012 ; un poste de conseiller est laissé vacant. Une élection partielle a lieu pour cette raison le 25 juin suivant mais il n'y a aucun candidat. Il n'y a pas non plus de candidats à l'élection partielle du 29 octobre. Dana Paul Kelly est finalement élu à l'élection partielle du 12 mai 2014. Le conseil municipal actuel est élu lors de l'élection quadriennale du 10 mai 2016.
Conseil municipal actuel
| Mandat      | Fonctions   | Nom(s)                                           |
| ----------- | ----------- | ------------------------------------------------ |
| 2016 - 2020 | Mairesse    | Herta Kirstin Shortt                             |
| 2016 - 2020 | Conseillers | Tiffany Bowron, Ryan H. Butland et Andrew Casey. |

Anciens conseils municipaux
| Mandat      | Fonctions   | Nom(s)                                                          |
| ----------- | ----------- | --------------------------------------------------------------- |
| 2012 - 2016 | Mairesse    | Herta Kirstin Shortt                                            |
| 2012 - 2016 | Conseillers | Andrew J. Casey, Fred Hall, Dana Paul Kelly et Ryan H. Butland. |

| Mandat      | Fonctions   | Nom(s)                                                                                       |
| ----------- | ----------- | -------------------------------------------------------------------------------------------- |
| 2008 - 2012 | Maire       | Hilyard Rossiter                                                                             |
| 2008 - 2012 | Conseillers | Andrew J. Casey, Fred Hall. Shawn Elizabeth Miller, Kirstin Herta Shortt et Ryan H. Butland. |

|  | Indépendant | 1989-199?     | Rutherford H. Cooper |
|  | Indépendant | ?-1998        | Clark Butland        |
|  | Indépendant | 1998-2001     | Mario Louise Parsons |
|  | Indépendant | 2001-2004     | Allan M. Pittman     |
|  | Indépendant | 2004-2012     | Hilyard Rossiter     |
|  | Indépendant | 2012-en cours | Herta Kirstin Shortt |

### Commission de services régionaux
Alma fait partie de la Région 7, une commission de services régionaux (CSR) devant commencer officiellement ses activités le 1er janvier 2013. Alma est représenté au conseil par son maire. Les services obligatoirement offerts par les CSR sont l'aménagement régional, la gestion des déchets solides, la planification des mesures d'urgence ainsi que la collaboration en matière de services de police, la planification et le partage des coûts des infrastructures régionales de sport, de loisirs et de culture; d'autres services pourraient s'ajouter à cette liste.

### Représentation et tendances politiques
Alma est membre de l'Union des municipalités du Nouveau-Brunswick.
 Nouveau-Brunswick : Alma fait partie de la circonscription provinciale d'Albert, qui est représentée à l'Assemblée législative du Nouveau-Brunswick par Wayne Steeves, du Parti progressiste-conservateur. Il fut élu en 1999 puis réélu en 2003, en 2006 et en 2010.
 Canada : Alma fait partie de la circonscription fédérale de Fundy Royal, qui est représentée à la Chambre des communes du Canada par Rob Moore, du Parti conservateur. Il fut élu lors de la 38e élection générale, en 2004, puis réélu en 2006 et en 2008.

### Chronologie municipale
- 1787 : Érection de la paroisse d'Hopewell dans le comté de Westmorland.
- 1837 : Une portion du territoire qui avait été donné au comté de Saint-Jean est restituée à la paroisse.
- 1838 : Création de la paroisse d'Harvey à partir d'une portion de la paroisse d'Hopewell et du comté de Saint-Jean.
- 1845 : Création du comté d'Albert à partir d'une portion du comté de Westmorland, dont la paroisse d'Harvey.
- 1855 : Création de la paroisse d'Alma à partir d'une portion de la paroisse d'Harvey.
- 1966 : La municipalité du comté d'Albert est dissoute. La paroisse d'Alma devient alors un district de services locaux. Constitution du village d'Alma dans la paroisse[25],[26].

## Vivre à Alma

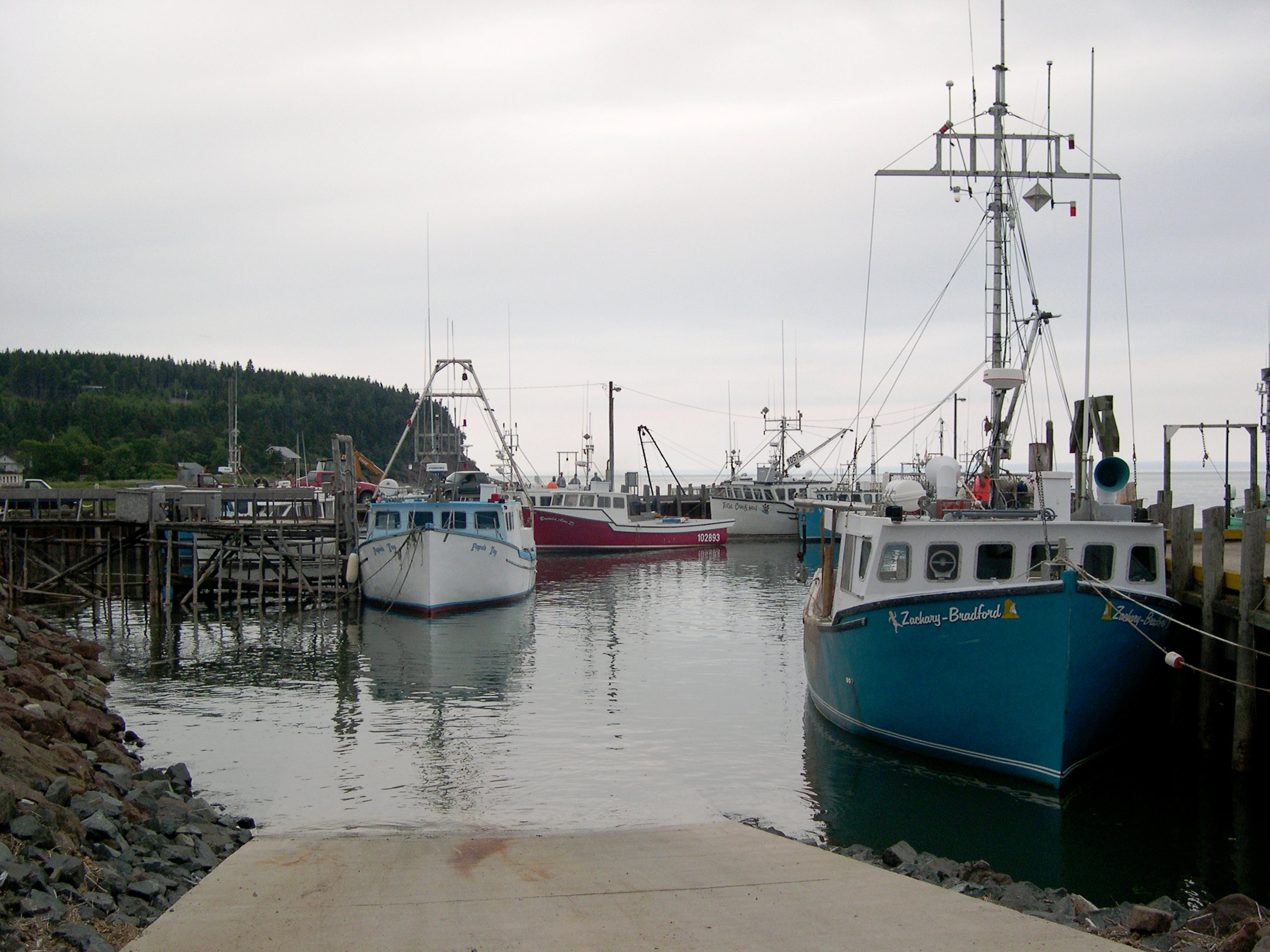
La marée à Alma : le port à marée haute

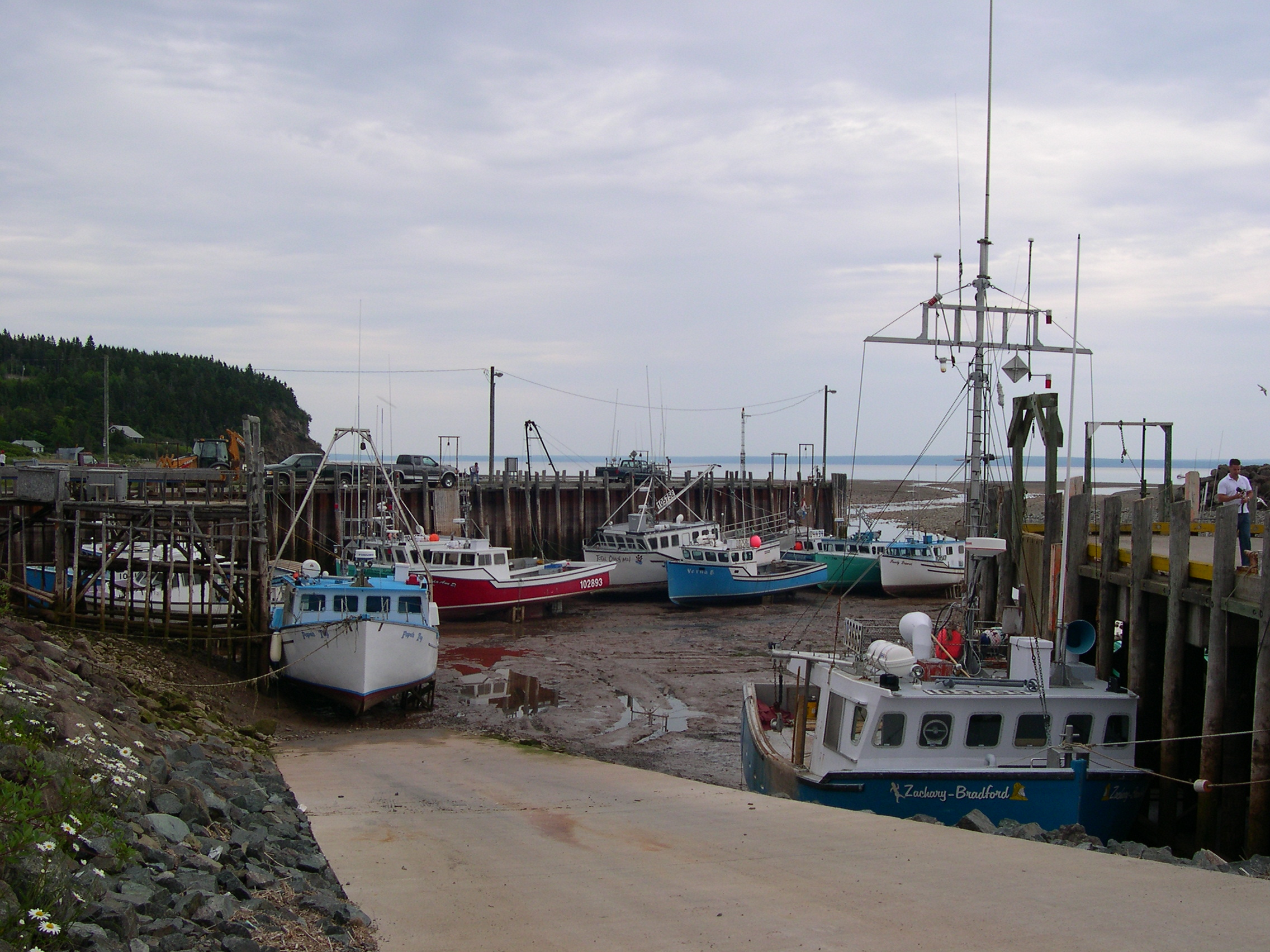
La marée à Alma : le port à marée basse

Alma possède un port comportant deux quais principaux, utilisés surtout par des pêcheurs.
Alma possède une caserne de pompiers et un bureau de poste. Le détachement de la Gendarmerie royale du Canada le plus proche est situé à Hillsborough.
Le principal quotidien anglophone est Telegraph-Journal, publié à Saint-Jean, et le quotidien francophone est L'Acadie nouvelle, publié à Caraquet. 

## Culture

### Langues
Selon la Loi sur les langues officielles, Alma est officiellement anglophone puisque moins de 20 % de la population parle le français.

### Architecture et monuments

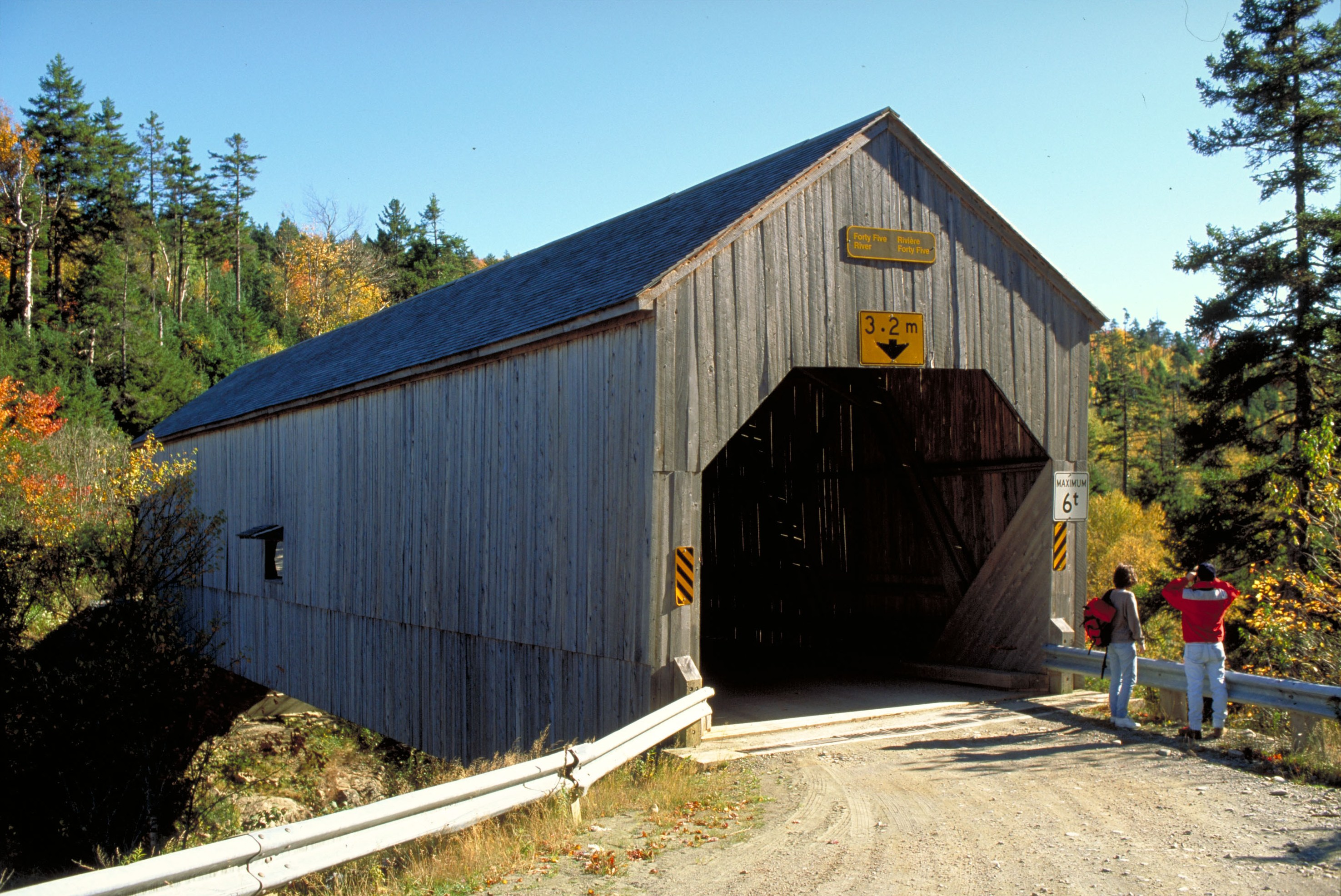
Le pont couvert de la Rivière-Forty-Five-No 1

Un pont couvert croise la rivière Forty-Five, le long du chemin du même nom, à 7 kilomètres au nord du centre. Le pont fut construit en 1914 et mesure 28,7 mètres de long.
Deux attractions de bord de route sont visibles à Alma: une gigantesque statue d'orignal ainsi qu'un bassin de baleine.

### Personnalités
- James Sanford (1984-), joueur de hockey sur glace